# Hypodynerus foersteri
Hypodynerus foersteri är en stekelart som beskrevs av Giordani Soika 1961. Hypodynerus foersteri ingår i släktet Hypodynerus och familjen Eumenidae. Inga underarter finns listade i Catalogue of Life.